# Elisabeth Wiese

Elisabeth Wiese

Elisabeth Wiese, geborene Berkefeld (* 1. Juli 1859 in Bilshausen; † 2. Februar 1905 in Hamburg), wurde wegen fünffachen Kindermordes verurteilt und vom Scharfrichter Alwin Engelhardt hingerichtet.

## Frühe Jahre und Ehe
Elisabeth Berkefeld war Hebamme. Obwohl unverheiratet, brachte sie ihre Tochter Paula Berkefeld zur Welt, was sie gesellschaftlich stigmatisierte. Sie heiratete 1888 den Kesselflicker Heinrich Wiese, begann jedoch schon bald, dessen Speisen zu vergiften und versuchte zudem, ihn im Schlaf mit einer Rasierklinge zu töten, was jedoch scheiterte. Wegen diverser kleinerer Delikte wurde sie zu einer Gefängnisstrafe verurteilt.

## Die Serienmorde
Wieder auf freiem Fuß kam Elisabeth Wiese durch Zeitungsanzeigen von ledigen, etwas besser verdienenden Müttern auf die Idee, gegen eine einmalige Abfindungssumme ihre Dienste als Pflegemutter anzubieten. Den Frauen, die ihr ihre Kinder anvertrauten, erzählte sie, die Kleinkinder seien in weit entfernten Städten von reichen Familien adoptiert worden. Tatsächlich tötete sie die Kinder jedoch und verbrannte deren Leichen in einem Kochherd oder warf sie in die Elbe. Wenn eine Mutter ihr Kind zurücknehmen wollte, riet sie eindringlich ab, da das Kind es jetzt viel besser habe. Bald regte sich jedoch Verdacht, und durch öffentliche Ausschreibungen versuchte man, etwas über das Schicksal der verschwundenen Kinder zu erfahren.
Elisabeth Wiese zwang ihre eigene Tochter Paula zur Prostitution. Paula konnte jedoch nach London flüchten. Sie bemerkte dort, dass sie von einem der Hamburger Freier schwanger war und kehrte 1902 zu ihrer Mutter zurück. Nach ihrer Niederkunft ertränkte Wiese ihr Enkelkind und verbrannte es ebenfalls im Herd.
Ins Rollen kamen die Ermittlungen, als ein Dienstmädchen seinen kleinen Sohn Wilhelm zu sich zurückholen wollte, nachdem sich seine materiellen Lebensumstände deutlich gebessert hatten. Es fragte bei Elisabeth Wiese nach dem Verbleib des Kindes und ging schließlich zur Polizei, nachdem es nur Ausflüchte und Widersprüche zu hören bekam. Bei einer Hausdurchsuchung der Wohnung von Elisabeth Wiese wurden größere Mengen Morphium und andere Gifte gefunden. In den Vernehmungen waren es vor allem ihre ungeschickten Lügen, die Elisabeth Wiese belasteten. Sie blieb dabei, dass sie die Kinder zu vornehmen Familien ins Ausland vermittelt habe. Ferner versuchte sie, eine Nachbarin und eine Mitgefangene in der U-Haft zu entsprechenden Falschaussagen zu bewegen: Sie hätten gesehen, wie Paare die Kinder abholten.
Anfang Oktober 1904 fand in Hamburg der Prozess gegen Wiese statt. Am 10. Oktober 1904 wurde Elisabeth Wiese vor dem Hamburger Schwurgericht wegen Nötigung zur Prostitution, Betrügerei und fünffachen Kindsmordes zum Tode verurteilt und 1905 vom Scharfrichter Alwin Engelhardt durch die Guillotine hingerichtet.
Das freie Wort schreibt 1908: „Eine Mörderin, wie die vor einigen Jahren in Hamburg verurteilte Engelmacherin Wiese, ist aber nicht viel besser als ein toller Hund, selbst wenn sie nicht nur aus Geldgier, sondern Geisteskrankheit gehandelt hätte.“

## Mordopfer
- Peter Berkefeld, neugeborenes Kind ihrer unehelichen Tochter Paula (1902)[8]
- Wilhelm Karl Klotsche (* 19. Oktober 1902; † nach dem 26. Januar 1903)
- Franz Sommer (* 23. Dezember 1902; † nach dem 1. April 1903), Sohn von Henriette Sommer[9]
- Bertha Blanck (* 26. Februar 1903; † nach dem 16. April 1904), Tochter von Martha Blanck
- Peter Schultheiß (1903)

## Medien
2010 wurde das Leben der Elisabeth Wiese für eine Folge in der NDR-Serie „Das!“ unter dem Titel „Das war einmal“ verfilmt (Erstsendung am 7. März).